# Samir Amirèche
Samir Amirèche est un footballeur international algérien né le 28 juin 1972 à Paris 12e. Il a aussi la nationalité française.
Il compte 5 sélections en équipe nationale en 1998.

## Biographie
Il joue à l'AJA Maisons-Alfort jusqu'en 1988, date à laquelle il intègre le centre de formation du Havre. Il ne reste que quelques mois en Haute-Normandie à cause de problèmes d'adaptation. Dans la même année, il signe jusqu'en 1990 dans l'autre club de la ville aux Lions d'Alfortville, devenu UJA Alfortville.
En 1990, son père tombe gravement malade et il met le football entre parenthèses. Il rejoue ensuite dans ce club en PH/DHR et travaille parallèlement comme manutentionnaire (BHV)...
Il signe ensuite au PSG de 1994 à 1996, après un essai avec l'équipe réserve. Son rythme d'entraînement change radicalement et il progresse beaucoup au contact de professionnels comme Raí, George Weah, David Ginola ou Valdo. À la suite de ses performances, il est même convié à être dans le groupe de la finale de Coupe des Coupes, gagnée par le PSG en 1996. Il se retrouve au casting du film d'Alain Chabat Didier, et a même le droit à une réplique.
En 1996, il s'engage en Nationale 1 à Créteil. Il reste une saison et rejoint, au même niveau, Noisy le Sec pendant un an.
Il part ensuite à l'Étoile du Sahel en Tunisie, où il va gagner la Coupe de la CAF et être vice-champion de Tunisie. Il passe ensuite une saison à l'Uniaio Madeira, en II Divisão, au Portugal.
Il resigne en 1999 à l'US Créteil-Lusitanos, en Ligue 2. Il y reste 7 saisons pendant lesquelles, le club réussit tant bien que mal à se maintenir en Ligue 2 (sa meilleure saison est la 8e place de 2006). Il part du club en 2007, après la descente du club National (18e place).
Après avoir passé sept ans à l'US Créteil-Lusitanos, il rejoint le club d'Al Gharafa en Arabie saoudite le 24 novembre 2007, avant de revenir en France, à l'UJA Alfortville.
Parti au Qatar, il réalise une bonne saison et devient champion du Qatar avec le club d'Al-Gharafa.
En 2008, il revient dans son club de cœur, l'UJA Alfortville, où il rejoint son ami, le président Gilles Baudu.
Il prend sa retraite de footballeur en juin 2010 et devient dans la foulée recruteur-observateur de l'US Créteil-Lusitanos.
En 2010, il intègre le Variétés Club de France.

## Carrière
- 1994-1996 :  Paris SG
- 1996-1997 :  US Créteil
- 1997-1998 :  Olympique Noisy-le-Sec
- 1998-1999 :  Étoile sportive du Sahel
- 1999-2000 :  União da Madeira
- 2000-2007 :  US Créteil-Lusitanos
- 2007-2008 :  Al-Gharafa
- 2008-2010 :  UJA Alfortville[5]

## Palmarès
- Champion du Qatar en 2008 (Al-Gharafa).